# Patrizia Caselli
Pour les articles homonymes, voir Caselli.
 (mai 2023).
Patrizia Caselli (né le 13 mai 1960 à Udine) est une actrice, présentatrice de télévision et showgirl italienne.

## Biographie

### Carrière
Elle commence à travailler dans les années 1970 dans la publicité et le cinéma avec Nanni Loy. Elle travaille ensuite assidûment pour des télévisions privées, notamment Antennatre et Telealtomilanese, en tant que show girl et présentatrice, souvent aux côtés de Walter Chiari, avec qui elle eut une longue relation qui s'achève en 1987,,,.
Au début des années 1980, elle enregistre également quelques 45 tours en tant que chanteuse et travaille au théâtre, dans le spectacle Hai mai provato con l'acqua calda ? avec Chiari et Ivana Monti et avec Domenico Modugno, dans la réédition de la comédie Mi è caduta una ragazza nel piatto. Il fait ses débuts sur la Rai en 1987 dans l'émission de variétés d'été Bella d'estate sur Rai 2, toujours aux côtés de Walter Chiari, puis fait partie de la distribution de Chi tiriamo in ballo ? diffusée sur la même chaîne, présentée entre autres par Gigi Sabani, et l'année suivante, elle est soliste dans Master 88.
Au cours de la saison 1989/1990, elle coanime avec Luciano Rispoli l'émission La rete sur Rai 2, tandis qu'en 1991, elle est la première présentatrice, avec Piero Vigorelli, du journal télévisé de l'après-midi Detto tra noi, une émission de Rai 2, dont elle présente trois éditions jusqu'en 1994, date à laquelle elle part pour la La Vita in diretta. En 1993, elle anime l'émission de midi Se fosse..., qui a déjà été présentée avec succès par Raffaella Carrà dans l'émission dominicale Ricomincio da due.

## Vie privée
Après 1994, elle abandonne le monde de la télévision et rompt son contrat avec la Rai pour suivre à Hammamet Bettino Craxi, avec qui elle entretient une relation amoureuse pendant neuf ans, de 1991 jusqu'à sa mort le 19 janvier 2000. Dans les jours difficiles de ce dernier, après le scandale Mani pulite, elle déclare qu'elle est toujours restée proche de lui,,,.
Auparavant, elle a eu une relation entre 1979 et 1987 avec l'acteur Walter Chiari.

## Discographie
- 1980 : Johnny Guitar/Sei l'amore più bello che c'è (Eleven, City Record)
- 1980 : Un amore anonimo/Ciao come stai (Eleven)
- 1981 : Walkman/Sognando la Giamaica (Eleven)
- 1984 : Sognando la Giamaica/Libera (Ducal)